# Мужская сборная Бангладеш по баскетболу
Мужская сборная Бангладеш по баскетболу представляет Бангладеш на международных соревнованиях. Федерация баскетбола Бангладеш — член ФИБА с 1978 года.

## История
До 1971 года Бангладеш был частью Пакистана (провинция Восточный Пакистан), поэтому баскетболисты Бангладеш могли выступать за сборную Пакистана.
Сборная Бангладеш является одной из слабейших в Азии. Дебютировав на чемпионате Азии 1979 года, сборная Бангладеш заняла последнее, 13-е место. В дальнейшем команда ещё трижды участвовала в континентальных первенствах, но так и не одержала ни одной победы, занимая на каждом из турниров последние места.
На баскетбольном турнире Южноазиатских игр 2010 года сборная Бангладеш заняла 3-е место.
В чемпионатах мира, Олимпийских играх, а также баскетбольных турнирах Азиатских игр не принимала участия ни разу.

## Результаты

### Чемпионаты Азии
- 1979 — 13-е место
- 1989 — 15-е место
- 1993 — 18-е место
- 1997 — 15-е место

### Южноазиатские игры
- 2010 —  3-е место